# Вилкоксон, Генри
Генри Вилкоксон (англ. Henry Wilcoxon; 8 сентября 1905 — 6 марта 1984) — британский актёр. Родился в Розо, Доминика, Британской Вест-Индии. Снялся во многих фильмах Сесила Де Милля, а позднее продюсировал ряд его фильмов. Был женат на актрисе Хэзер Эйнджел.

## Избранная фильмография
- 1934 — Клеопатра — Марк Антоний
- 1936 — Одинокая женщина — капитан Николай Ильинский
- 1938 — Если бы я был королём
- 1941 — Леди Гамильтон — капитан Харди
- 1942 — Миссис Минивер — викарий
- 1942 — Человек, который не умирал — доктор Хеггерд
- 1947 — Непобеждённый — капитан Стил
- 1949 — Самсон и Далила — Ахтур
- 1952 — Величайшее шоу мира — детектив Грегори
- 1976 — Вон Тон Тон — собака, которая спасла Голливуд — режиссёр немых фильмов
- 1978 — Кулак
- 1980 — Гольф-клуб — епископ Пикеринг